# Adolphe Dallemagne

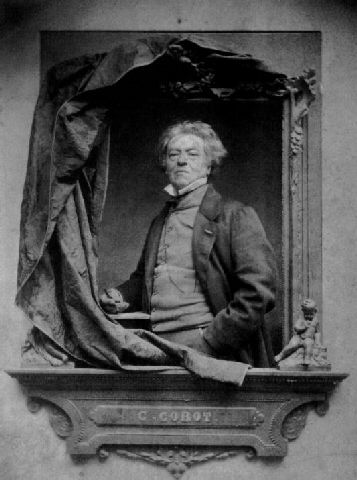
Camille Corot, fotografiert von Adolphe Dallemagne, 1866

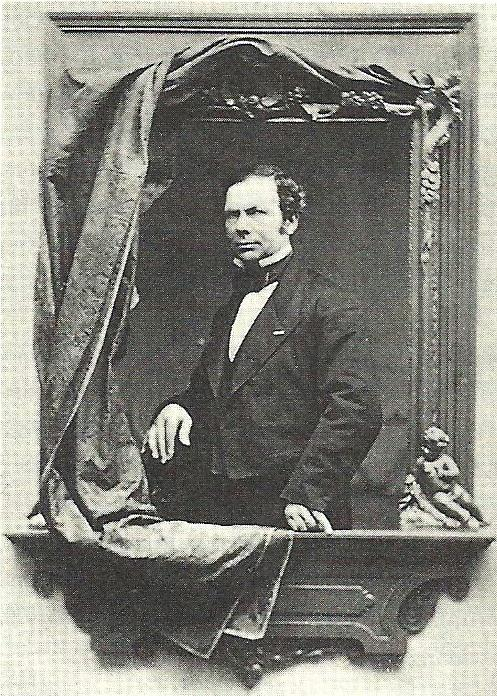
Aristide Cavaillé-Coll, fotografiert von Adolphe Dallemagne, 1855

Adolphe-Jean-François-Marin Dallemagne (* 1. Juli 1811 in Pontoise; † 25. Mai 1882 in Corbeil-Essonnes) war ein französischer Landschaftsmaler. Ab etwa 1855 betrieb er ein bekanntes Fotostudio in Paris.

## Leben

### Maler
Dallemagne wurde 1811 in Pontoise geboren. Er lernte bei Jean-Auguste-Dominique Ingres, Léon Cogniet und Raymond Auguste Quinsac Monvoisin. Er arbeitete hauptsächlich in Paris und Corbeil. Sein Werk umfasst Flusslandschaften der Region Paris und der Auvergne und gelegentlich religiöse Szenen, im Anschluss an eine Reise durch Nordafrika (1863) auch Aquarelle mit Motiven aus Oran und Algerien. 1844 heiratete er die Malerin Augustine Dallemagne (1821–1875).

### Fotograf
Um 1855 eröffnete er ein Fotostudie in der 9, Avenue de Ségur. Er lichtete bekannte Künstler wie Henri Monnier, Camille Corot und Édouard Manet, wie auch heute unbekannte Zeitgenossen im Stil von Gemälden und mit schweren Seidenvorhängen und feudalen Bildzutaten ab. Die Albuminpapierabzüge umgab er – dem Zeitgeschmack folgend – mit barockisierenden Gemälderahmen oder solchen im Stil von Louis XIV., Louis XV. oder Louis XVI. Er war auf mehreren Ausstellungen der Société Française de Photographie in den Jahren 1863, 1964, 1865 und 1870 vertreten. Die später gezeigten Arbeiten wurden vom Nadar-Studio verkauft. Dallemagne betrieb sein Studio bis 1872. Über seinen weiteren Lebensweg ist wenig bekannt.

## Werke (Auswahl)
- Crevecoeur, Kirche: Le mariage de la Vierge (1859)
- Meaux, Musée Bossuet: Fuite en Egypte (1848)
- Nantes, Musée des Beaux Arts: Ferme près d'Etretat
- Vourles, Kirche: L'éducation de la Vierge (1850)